# Eanflæd
Eanflæd (auch Eanflaed, Eanfled, Aeonfleda; * 19. April 626; † zwischen 685 und 704) war eine northumbrische Königstochter und Königin. Später wurde sie Äbtissin von Whitby Abbey. Sie gilt als Heilige.

## Leben
Eanflæd war die Tochter des angelsächsischen heidnischen Königs Edwin (616–633) von Northumbria und seiner christlichen zweiten Frau Æthelburg († 647), einer Tochter des Königs Æthelberht I. von Kent. Beda Venerabilis berichtete, dass am 19. April 626, dem Tag ihrer Geburt, ein Attentat auf ihrem Vater Edwin verübt wurde. Edwin soll geschworen haben Eanflæd taufen zu lassen und selber zum Christentum zu konvertieren, wenn er herausfinden würde, wer hinter dem Anschlag steckte, und diesen besiegen würde. Edwin erfüllte sein Versprechen, ließ Eanflæd am 8. Juni 626 (Pfingsten) und sich selbst zu Ostern 627 von Bischof Paulinus von York taufen. Nach der walisischen Überlieferung wurde Eanflæd am Ostertag 626 und Edwin mit 12.000 Anderen am Ostertag 627 von Rhun mab Urien getauft. Nach dem Tod ihres Vaters Edwin, der im Kampf gegen Cadwallon ap Cadfan von Gwynedd und Penda von Mercia am 12. Oktober 633 in der Schlacht von Hatfield Chase gefallen war, musste Æthelburg mit ihren Kindern Eanflæd, Wuscfrea, dem Enkel Yffi und dem Bischof Paulinus vor den plündernden Feinden ins südenglische Königreich Kent fliehen, wo sie aufgenommen wurden.
Eanflæd aus dem Königshaus von Deira heiratete um das Jahr 644 ihren Vetter Oswiu (642–670), der dem Königshaus von Bernicia entstammte. Aus der Ehe gingen mehrere Kinder hervor: Der Sohn Ecgfrith (* um 645), die Töchter Ælfflæd (* um 654, Äbtissin von Whitby) und Osthryth und vermutlich auch sein Sohn Ælfwine (* um 661).
In Deira herrschte zu dieser Zeit Oswine (642–651), ein Verwandter Eanflæds. Durch diese Heirat wollte Oswiu vermutlich seinen Anspruch auf ein vereinigtes Königreich Northumbria untermauern. Um 648 kam der etwa 14-jährige Wilfrid an den Hof Oswius. Durch Eanflæds Fürsprache wurde er einige Jahre im Kloster Lindisfarne erzogen. Später half sie Wilfrid bei seiner Pilgerfahrt nach Rom, indem sie ihren Vetter Earconberht I., den König von Kent bat, für Wilfrids weitere Reise zu sorgen. 651 überfiel Oswiu das Nachbarreich Deira. Dessen König Oswine wurde in Ingethlingum (Gilling im Distrikt Ryedale) durch Verrat im Auftrag Oswius umgebracht. Dieser Frevel empörte das ganze Land und machte Oswine zum Märtyrer. Eanflæd, eine Verwandte von Oswine, ließ in Gilling ein Sühnekloster errichten, dessen erster Abt ihr Verwandter Trumhere wurde. Um das Jahr 654 wurde ihre Tochter Ælfflæd geboren. Oswiu stand in der iro-schottischen Tradition, während Eanflæd dem römisch-katholischen Ritus folgte, der vermutlich auch im Kloster Gilling beachtet wurde. Das führte nach dem Bericht Bedas angeblich sogar so weit, dass innerhalb des königlichen Haushalts Ostern zu unterschiedlichen Zeitpunkten gefeiert wurde. Um diesen Zustand zu beenden, berief Oswiu 664 die Synode von Whitby ein, die sich für den katholischen Ritus entschied. Um 664 verschwand Ealhfrith (655–664), Oswius Sohn aus einer früheren Ehe, aus den Quellen. Ecgfrith (664–670), wahrscheinlich ein Sohn Eanflæds, trat an dessen Stelle als Unterkönig in Deira. Von 670 bis 685 war er König ganz Northumbrias.

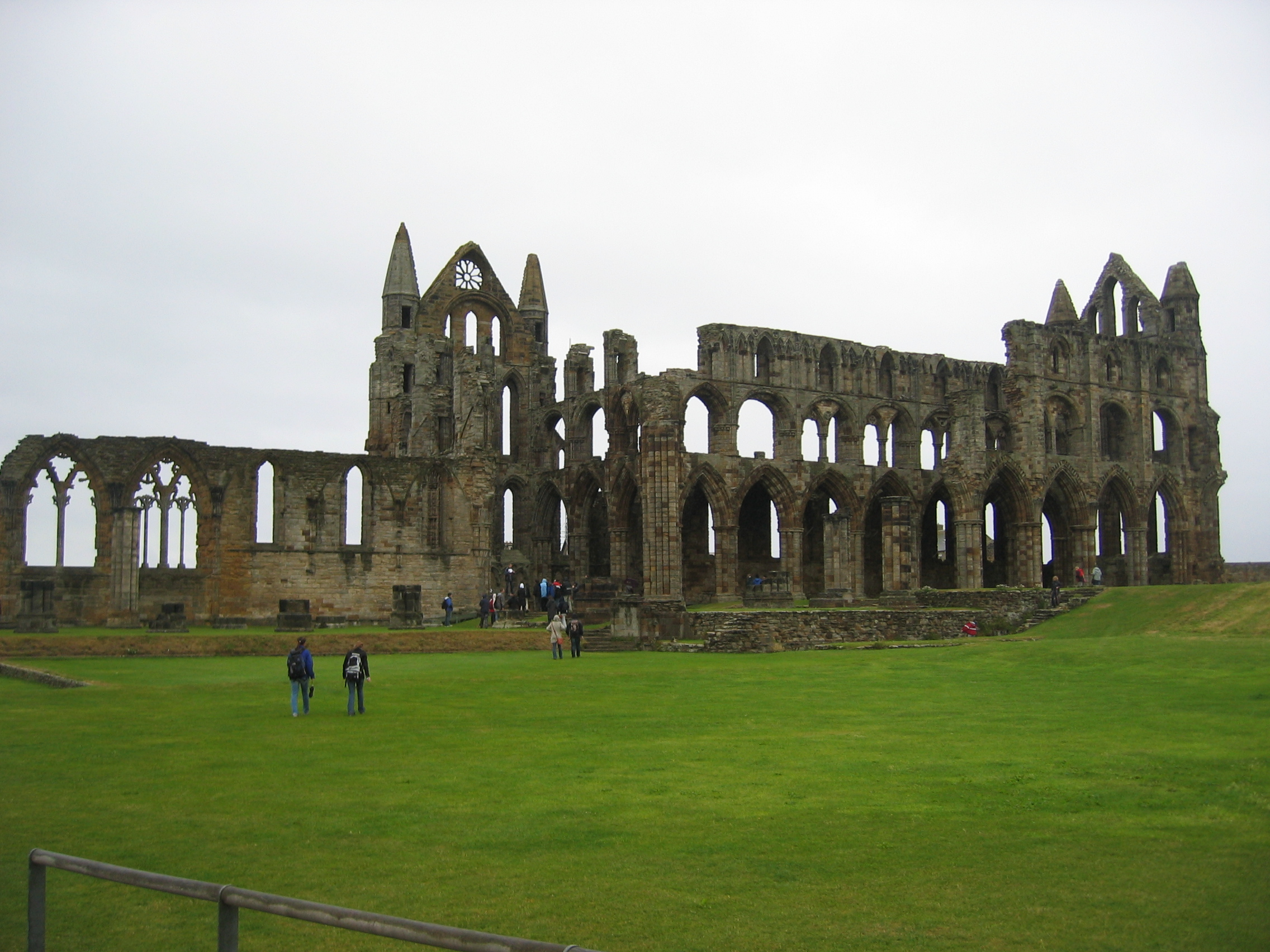
Ruine von Whitby Abbey

Nach dem Tod Oswiu im Jahr 670 trat Eanflæd als Nonne in das Kloster Whitby Abbey ein, wo Oswiu in der St. Peter’s Church bestattet worden war. Nach dem Tod der Äbtissin Hilda übernahm sie gemeinsam mit ihrer Tochter Ælfflæd die Leitung des Klosters. In ihrer Amtszeit wurde der Körper ihres toten Vaters Edwin nach Whitby überführt. Er wurde als Märtyrer verehrt und es bildete sich ein Königskult heraus, der jedoch nie die Bedeutung des Kultes um seinen Neffen Oswald († 642) erlangte. Eanflæd starb zwischen 685 und 704 und wurde an der Seite ihres Mannes Oswiu in Whitby beigesetzt.

## Verehrung
Es gibt keine Hinweise auf einen Kult um Eanflæd aus der Zeit vor der normannischen Eroberung. Nach Wilhelm von Malmesbury, einem Chronisten des 12. Jahrhunderts, sollen ihre Reliquien nach Glastonbury Abbey überführt worden sein, wo sie zu seiner Zeit als Heilige verehrt wurde. Eanflæds Festtag ist der 24. November.